# Mohawk (patinage artistique)

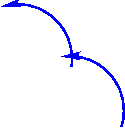
Trace laissée sur la glace après un mohawk.

En patinage artistique, un mohawk est un retournement qui se caractérise par un changement de pied et qui se réalise sur une même courbe, contrairement au choctaw qui implique un changement de courbe. Le mohawk n'implique pas de changement de carre : ainsi, suivant la carre sollicitée, le mohawk peut être dedans-dedans, ou dehors-dehors.

## Types de mohawk
Le mohawk le plus courant est le mohawk ouvert. En opérant ce retournement, le patineur se positionne face à l'intérieur de la courbe sur laquelle il évolue, et glisse vers l'avant sur une carre dedans. La jambe libre vient se placer à un angle de 90° ou plus avec la jambe d'appui, avant de se placer sur une carre dedans arrière au moment du transfert du poids du corps. Le pied libre vient se placer à l'arrière du patin porteur. Les mohakws sont surtout exécutés avec les patins croisés, et cela se reflète sur la marque laissée sur la glace. Dans un mohawk bien exécuté, le transfert de poids se fait de manière progressive, sans à-coups notamment venant des hanches ou des membres supérieur. 
Dans un mohawk fermé, le changement de pied s'effectue de manière plus subtile, avec les deux patins très rapprochés. Avant le retournement, le patin libre est placé juste derrière le patin porteur, et après le retournement, le nouveau patin libre passe à l'avant (et non plus à l'arrière) du patin porteur. 
Les mohawks dehors sont similaires, cependant, le patineur se positionne face à l'extérieur de la courbe sur laquelle il évolue (c'est-à-dire dos au centre du cercle). De même, il existe deux variantes du mohawk dehors : la variante ouverte et la variante fermée.  